# Oceanografia

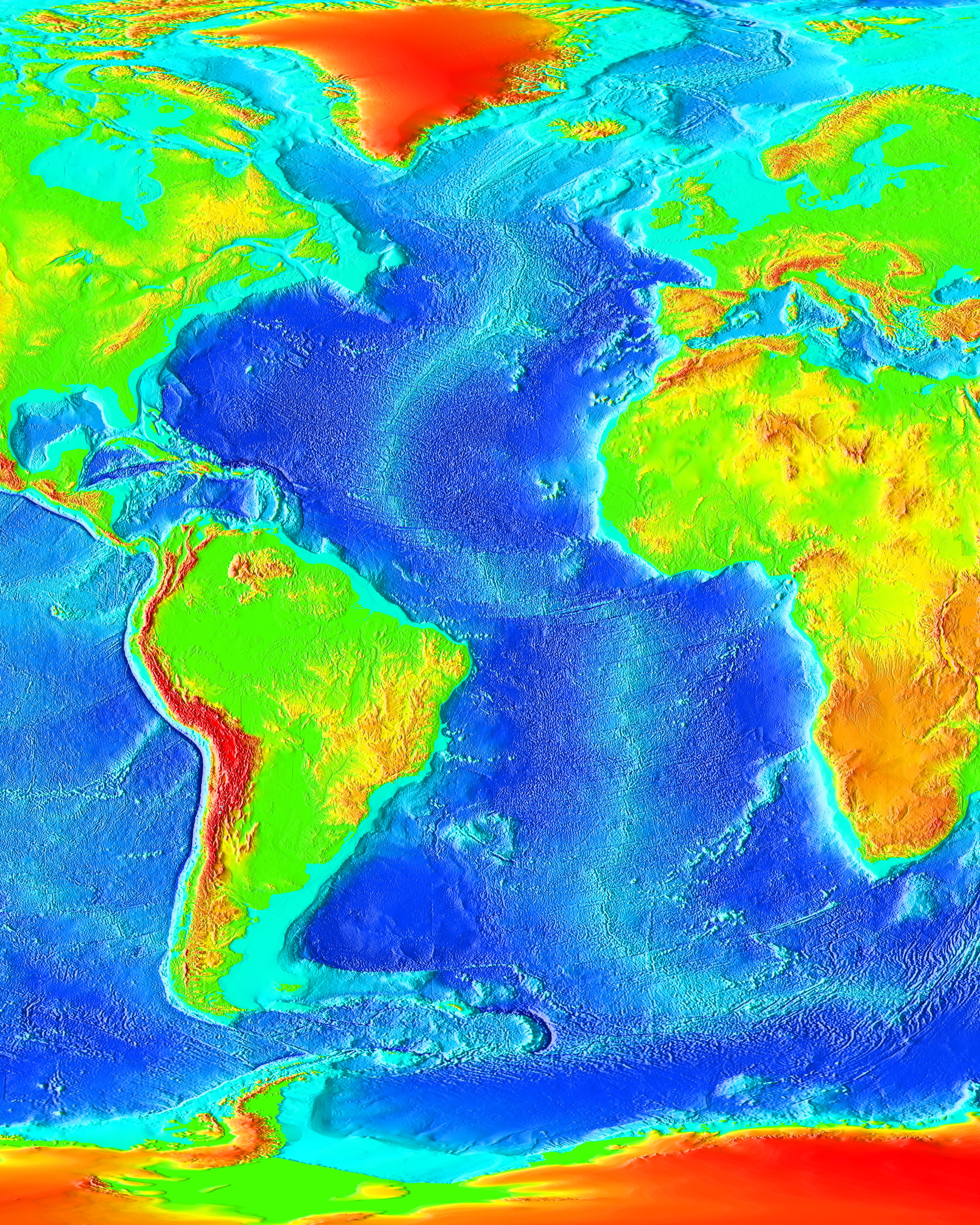
Batymetria Oceanu Atlantyckiego. Widoczny Grzbiet Śródatlantycki (od Islandii na południe)

Oceanografia (od greckiego Ωκεανός 'ocean' + γράφειν 'pisać'), także oceanologia – dział hydrologii badający oceany ziemskie w sposób interdyscyplinarny, metodami fizyki, chemii, biologii oraz innych nauk o Ziemi jak meteorologia.

## Działy oceanografii
- biologia morza – zajmuje się roślinami i zwierzętami żyjącymi w oceanie;
- oceanografia chemiczna – badanie chemii oceanu;
- geologia morza – zajmuje się badaniem tektoniki i geologii dna oceanów;
- oceanografia fizyczna – zastosowanie fizyki do opisu zjawisk oceanograficznych takich jak ogólna cyrkulacja oceanu, prądy oceaniczne, pływy, struktura pionowa oceanu, fale.

## Historia oceanografii
- 1519 – Ferdynand Magellan opływa Ziemię;
- 1577 – Francis Drake opływa Ziemię;
- 1683 – Isaac Newton opisuje pływy;
- 1766 – Louis Antoine de Bougainville – trzyletni rejs wokółziemski;
- 1818 – Savannah – pierwszy parowiec przepływa Atlantyk;
- 1831 – Karol Darwin – wyprawa na Beagle;
- 1840 – Sir James Clark Ross – pierwszy sondaż oceanu;
- 1842 – Karol Darwin opisuje strukturę rafy koralowej i powstawanie atoli;
- 1849 – Odkrycie szelfu kontynentalnego;
- 1850 – Matthew Fontaine Maury – opisuje pierwsze grzbiety oceaniczne;
- 1857 – James Alden odkrywa pierwszy kanion w oceanie (kanion Monterey)[potrzebny przypis];
- 1872 – William Thomson przyczynia się do poprawienia sondaży oceanicznych;
- 1873 – Pierwsza światowa wyprawa oceanograficzna (Sir Charles Wyville Thomson na statku HMS „Challenger”);
- 1913 – Albert Michelson – pomiary pływów;
- 1914 – Pierwsze akustyczne pomiary głębokości morza;
- 1921 – Międzynarodowe Biuro Hydrografii (ang. International Hydrographic Bureau) założone w Monaco (obecnie Międzynarodowa Organizacja Hydrograficzna);
- 1925 – Niemiecki statek „Meteor” rozpoznaje Grzbiet Śródatlantycki używając sonaru;
- 1937 – Spilhaus – batytermograf;
- 1951 – Odkrycie najgłębszego punktu na ziemi (Głębia Challengera) w Rowie Mariańskim;
- 1960 – Jacques Piccard i Don Walsh opuszczają się na dno Rowu Mariańskiego obok Głębi Challengera w batyskafie Trieste;
- 1982 – Konwencja Prawa Morza ONZ, która częściowo kodyfikuje wcześniejsze normy zwyczajowe, a częściowo wprowadza nowe rozwiązania zwłaszcza dotyczące zanieczyszczania oceanów;
- 1982 – Boje pomiarowe (tzw. siatka TOGA-TAO) zainstalowane w równikowym Oceanie Spokojnym, co umożliwiło lepsze zrozumienie zjawiska El Niño.

## Studia
W Polsce oceanografię można studiować na Uniwersytecie Gdańskim (Wydział Oceanografii i Geografii) i Uniwersytecie Szczecińskim (Wydział Nauk o Ziemi). Ponadto Zachodniopomorski Uniwersytet Technologiczny w Szczecinie (Wydział Nauk o Żywności i Rybactwa) prowadzi kierunek „Rybactwo”, na którym jedną ze ścieżek kształcenia jest „Biologia Morza i Oceanografia”. Także na Politechnice Gdańskiej (Wydział Oceanotechniki i Okrętownictwa) oraz na Zachodniopomorskim Uniwersytecie Technologicznym w Szczecinie (Wydział Techniki Morskiej) jest kierunek oceanotechnika, lecz nie jest on pokrewny z oceanografią (zajmuje się budową i konstrukcją urządzeń technicznych służących eksploatacji zasobów morskich: platform wiertniczych i wydobywczych, statków, pojazdów podwodnych itp.).